# Eesti Rahvusringhääling
Eesti Rahvusringhääling (en español, «Radiodifusión Pública de Estonia»), también conocida por las siglas ERR, es la compañía de radiodifusión pública de Estonia. Fue fundada en 2007 y actualmente gestiona cinco cadenas de radio, tres canales de televisión y un servicio de transmisión en directo por internet. Es miembro de la Unión Europea de Radiodifusión desde 1993.

## Historia
El primer medio de comunicación estonio fue Eesti Raadio, puesto en marcha el 18 de diciembre de 1926 bajo la denominación Raadio-Ringhäälingut. Con la incorporación de Estonia a la Unión Soviética, el servicio pasó a llamarse Radio Tallinn. Por otro lado, las emisiones de televisión comenzaron el 19 de julio de 1955 como Tallinna Televisioonistuudio.
Cuando Estonia se independizó de la URSS, tanto la radio como la televisión pública fueron nacionalizadas y convertidas en el servicio público del nuevo estado. En 1990, Eesti Raadio y Eesti Televisioon adoptaron direcciones independientes entre sí.
En enero de 2007 el gobierno aprobó la Ley de Radiodifusión Pública de Estonia, según la cual todos los medios públicos debían integrarse en la empresa Eesti Rahvusringhääling a partir del 1 de junio del mismo año. Los estatutos de ERR establecen valores de innovación, servicio público, profesionalidad y responsabilidad con la sociedad civil.
Los medios públicos estonios se financian a través de aportaciones estatales y un impuesto a los medios privados, por lo que ERR no puede emitir publicidad.

## Servicios

### Radio
| Logo | Emisora        | Información |
| ---- | -------------- | --- |
|      | Vikerraadio    | Cadena de radio generalista que basa su programación en informativos, magacines y entretenimiento.                   |
|      | Raadio 2       | Radio con perfil juvenil, especializada en música.                                                                   |
|      | Klassikaraadio | Emite música clásica, jazz, folk y programas culturales.                                                             |
|      | Raadio 4       | Cadena dedicada a las minorías lingüísticas estonias, especialmente enfocada en la comunidad de habla rusa.          |
|      | Raadio Tallinn | Radio internacional con programas de las anteriores cadenas y espacios internacionales (BBC Radio y Deutsche Welle). |

### Televisión
| Logo | Emisora | Información |
| ---- | ------- | --- |
|      | ETV     | Canal con programación generalista. Empezó sus emisiones el 19 de julio de 1955.                                                                            |
|      | ETV2    | Segundo canal especializado en deportes y programación infantil. Comenzó el 8 de agosto de 2008 con la retransmisión de los Juegos Olímpicos de Pekín 2008. |
|      | ETV+    | Tercer canal, solo emite en idioma ruso. Entró al aire el 28 de septiembre de 2015.                                                                         |

### Internet
ERR cuenta con un servicio de transmisión en directo y video bajo demanda, «Jupiter», que agrupa toda la oferta digital de la empresa. Además de ofrecer el contenido de los distintos canales de radio y televisión, cuenta con su propia línea de programas originales y exclusivos. La oferta infantil está agrupada bajo la marca «Lasteekraan».